# Máximo de Turim
Máximo de Turim (em latim: Maximus Taurinensis) foi um bispo e escritor de teologia e é considerado santo e mártir pela Igreja Católica.
É o primeiro bispo que se tem memoria em Turim, considerado o fundador da sua diocese, erigida pela iniciativa de santo Ambrósio e de santo Eusébio de Vercelli, de quem o próprio São Máximo se declarava discípulo. Foi sucedido por São Vítor de Turim.

## Biografia
Seu nome consta do martirológio romano no dia 25 de junho e a cidade de Turim o considera seu santo padroeiro.
Do seu grande empenho apostólico dão testemunho os numerosos sermões e homilias, escritos com estilo claro e persuasivo. Num deles ele exorta com firmeza seus fiéis, amedrontados pela aproximação do exército dos bárbaros a empunhar as armas do “jejum, da oração e da misericórdia” e aos medrosos que se apressavam a fugir da cidade diz: “É injusto e ímpio o filho que abandona a mãe no perigo. A Pátria é sempre uma doce mãe".
Uma hagiografia sua, pouco confiável, foi escrita depois do século XI. Ela afirma que um clérigo um dia seguiu São Máximo com más intenções até uma capela afastada onde ele gostava de se retirar para rezar. O clérigo subitamente ficou com tanta sede que pediu ajuda a Máximo. Uma corça apareceu e o santo a fez parar para que o clérigo pudesse tomar de seu leite. Esta lenda explica o fato de o santo, por vezes, ser representado na arte apontando para uma corça.